# Hope World
Hope World es el primer mixtape del rapero surcoreano J-Hope, miembro de BTS. Fue lanzado el 2 de marzo de 2018 para su descarga digital gratuita, para streaming en Spotify y SoundCloud, y para su compra en iTunes.

## Antecedentes
La primera mención de Hope World fue en Wings Concept Book publicado con Wings, álbum BTS, el 16 de octubre de 2016. En una parte de la entrevista centrada en J-Hope, se le preguntó al rapero si tenía alguna intención de lanzar su propio mixtape y seguir los pasos de sus compañeros RM y Suga, revelando que estaba «pensando en ello».
J-Hope publicó un vídeo en la cuenta oficial de Youtube de Big Hit Entertainment el 16 de abril de 2017, donde el rapero confirmó que su mixtape estaba siendo creado y que tenía la intención de lanzarlo en julio del mismo año e incluso deseó que pudiese ser publicado durante su viaje a Hawái.
El 3 de enero de 2018, RM de BTS habló sobre el mixtape y sus canciones en una transmisión de V Live, durante la cual reveló que estaba «realmente sorprendido» por la calidad y que «su calidad es mucho mejor que mi [propio] mixtape [RM]». Un mes después, J-Hope sorprendió a los fanáticos con una transmisión en V Live para celebrar su cumpleaños número 24, en donde discutió sobre su próximo lanzamiento del mixtape y le comentó a la audiencia: «Estoy trabajando mucho en ello. Creo que puedo decirlo. Pronto será lanzado. Trabajé muy duro. Puedes decir que pasé todo el año pasado trabajando en el mixtape».
El 28 de febrero de 2018, J-Hope publicó una foto en su propio estudio a través de la cuenta oficial de Twitter de BTS, donde se mostraba un mensaje con las palabras «Hope World». Los fanáticos predijeron que sería el título de su mixtape. Big Hit Entertainment anunció en su cuenta de Twitter que la fecha oficial de lanzamiento del mixtape sería el 2 de marzo de 2018.

## Lanzamiento
Hope World fue lanzado el 2 de marzo de 2018 a las 12:00 a. m. (KST). El lanzamiento fue anunciado en las cuentas oficiales de Twitter de BTS y Big Hit Entertainment, y ambas cuentas proporcionaron enlaces a Dropbox, Google Drive y MediaFire para que los fanes descargaran el álbum completo de forma gratuita.
Un vídeo musical para el sencillo del mixtape, «Daydream», fue lanzado junto con Hope World en la cuenta oficial de YouTube de Big Hit Entertainment. En una transmisión de V Live que comenzó inmediatamente después del lanzamiento del álbum, J-Hope desafió a los fanes a mirar de cerca el vídeo «Daydream» para descubrir qué miembro de BTS está escondido. El videoclip de «Airplane» se lanzó el 7 de marzo a la medianoche (KST) sin teasers ni anuncios previos.

## Recepción crítica
Para acompañar el lanzamiento, la revista Time publicó una entrevista con J-Hope el 2 de marzo que cubría las inspiraciones y los procesos de producción detrás del lanzamiento del álbum, siendo la primera vez que BTS o cualquiera de sus miembros aparece en la revista. Time presentó la canción «Hope World» en su lista de «5 canciones que necesitas escuchar esta semana», donde también incluía canciones de artistas notables como DJ Khalid, Beyonce y Jay Z. Time comentó sobre Hope World: «'Hope World' nombre es una canción alegre y nueva de pop rap... La vibra contagiosa y optimista de J-Hope es difícil de perderse».

## Éxito comercial
Cinco horas después de su lanzamiento, Hope World se ubicó en el primer lugar en la lista de iTunes en 63 países, rompiendo el récord de la mayor cantidad de números unos por un artista de Corea. Con 73 lugares dentro del primer puesto en iTunes en todo el mundo, Hope World empató con el anterior lanzamiento de BTS, Love Yourself: Her, por la mayor cantidad de primer lugar de un álbum coreano en iTunes dentro de las primeras 24 horas.

## Lista de canciones
| Hope World |                                 |        |                              |          |  |
| N.º        | Título                          | Letras | Música                       | Duración |  |
| 1.         | «Hope World»                    | J-Hope | J-Hope, Supreme Boi, DOCSKIM | 3:24     |  |
| 2.         | «P.O.P (Piece of Peace), Pt. 1» | J-Hope | J-Hope, Supreme Boi, PDOGG   | 3:01     |  |
| 3.         | «Daydream (백일몽)»             | J-Hope | J-Hope, PDOGG                | 3:48     |  |
| 4.         | «Base Line»                     | J-Hope | J-Hope, Supreme Boi          | 1:29     |  |
| 5.         | «항상 (HANGSANG)»               | J-Hope | J-Hope, Supreme Boi          | 3:49     |  |
| 6.         | «Airplane»                      | J-Hope | J-Hope, Supreme Boi          | 3:17     |  |
| 7.         | «Blue Side (Outro)»             | J-Hope | J-Hope, Slow Rabbit          | 1:30     |  |
| 20:20      |                                 |        |                              |          |  |

## Posicionamiento en listas
| Lista (2018)                                                  | Mejor posición |
| ------------------------------------------------------------- | -------------- |
| Australia (Listas musicales de Australia)                     | 13             |
| Canadá (Canadian Albums)                                      | 35             |
| Francia (Syndicat National de l'Édition Phonographique)       | 160            |
| Estados Unidos (Billboard 200)                                | 38             |
| Estados Unidos (US World Albums)                              | 1              |
| Japón (Billboard Japan)                                       | 13             |
| Noruega (VG-lista)                                            | 14             |
| Nueva Zelanda (Recording Industry Association of New Zealand) | 23             |
| Países Bajos (MegaCharts)                                     | 34             |
| Suecia (Sverigetopplistan)                                    | 30             |